# Patinoire de la Valascia
Pour le nouveau stade, voir Nuova Valascia.
La patinoire de la Valascia, appelée plus simplement Valascia (en italien Pista Valascia), est une patinoire couverte de Suisse. Située à Quinto, à quelques kilomètres du tunnel du Gothard, elle accueille les matchs du HC Ambrì-Piotta jusqu'en avril 2021. Son étymologie pourrait se traduire par vallée à risque d’avalanches en dialecte local.

## Historique
Avec l’ascension du club au milieu des années 40, un engouement du public se crée et le club envisage la nécessité de tribunes pour l’accueillir. Le site de la Cava étant trop étroit, il est décider de déplacer la patinoire de quelques dizaines de mètres, sur la zone utilisée comme place de parc.
En 1949, cette nouvelle patinoire, toujours nommée la Cava, est utilisée pour la première fois. Son terrain de jeu est en glace naturelle et sans toiture, forçant à déblayer la neige avant chaque utilisation. À partir de 1953, elle est équipée d’une tribune fixe et de locaux de service.
Au milieu des années 50, la nécessité de ne plus dépendre des conditions météorologiques pour obtenir une surface de jeu devient de plus en plus nécessaire et des fonds sont réunis pour mettre en place une installation de fabrication de glace artificielle. Le 13 décembre 1959, la patinoire change de nom officiellement pour devenir la Valascia, elle est inaugurée lors d’une rencontre entre les équipes nationales de Suisse et d'Italie.
À l’exception des auvents pour les stands, la patinoire est restée non couverte jusqu’en 1979. Cette année-là, pour répondre aux exigences du calendrier d’automne de la ligue, le club n’a plus le choix que de couvrir sa surface de jeu. Un toit en arc est aménagé laissant deux ouvertures au-dessus des extrémités nord et sud de la patinoire. On profite de ces travaux pour rénover également les tribunes, les équipant partiellement de sièges et les agrandissant. On installe un restaurant sur le côté externe de la patinoire, ainsi qu’un abri de protection civile sous la patinoire. Le coût total de ces travaux pour le club est de 2,2 millions de Franc suisse, facture largement réduite grâce au fonds d’aide à l’investissement pour les zones de montagne.
En 2001, la direction du club décide d’un projet de rénovation de la patinoire pour un budget de 15 millions de Franc suisse. En 2006 plusieurs systèmes et pièces sont rénovées pour répondre aux exigences de la ligue.
En novembre 2009, une campagne de collecte est lancée publiquement pour récolter les fonds nécessaires au reste des travaux. En décembre 2010, les autorités cantonales  interdisent toute rénovation, à la suite d’une étude de l'Institut de recherche sur la neige et les avalanches de Davos, classant la zone de la Valascia comme à haut risque pour les dangers d’avalanche. Dès lors, le club se met à projeter la construction d’un nouveau stade.
Après plus de 62 ans dans ce domicile, le 5 avril 2021, le club dispute sa dernière partie officielle contre le HC Fribourg-Gottéron. L’histoire se termine sur une défaite 2-3, exactement 22 ans après la défaite en finale des séries éliminatoires face au rival cantonale, le HC Lugano.

## Description
Le stade a une capacité d’accueil pour 6500 personnes (2000 places assises et 4500 dans les gradins), répartie en deux tribunes latérales et deux courbes. Dans la courbe sud, la Curva sud, prennent place les supporters de l’équipe locale, tandis que celle au nord est réservée aux supporters de l’équipe adverse. Parmi les patinoires de la Ligue nationale A, la Valascia est l’une des plus anciennes et l’une des plus atypiques : les côté nord et sud n’étant pas fermés, l’air circule et le thermomètre affiche régulièrement des températures inférieures à zéro degré Celsius à l’intérieur de la patinoire. Il peut même y avoir de temps en temps des interruptions de jeu à la suite d’un brouillard se développant à l’intérieur du stade.
Lors de certains derbys contre le HC Lugano, les chiffres non officiels parlent de 9000 spectateurs.

## Galerie

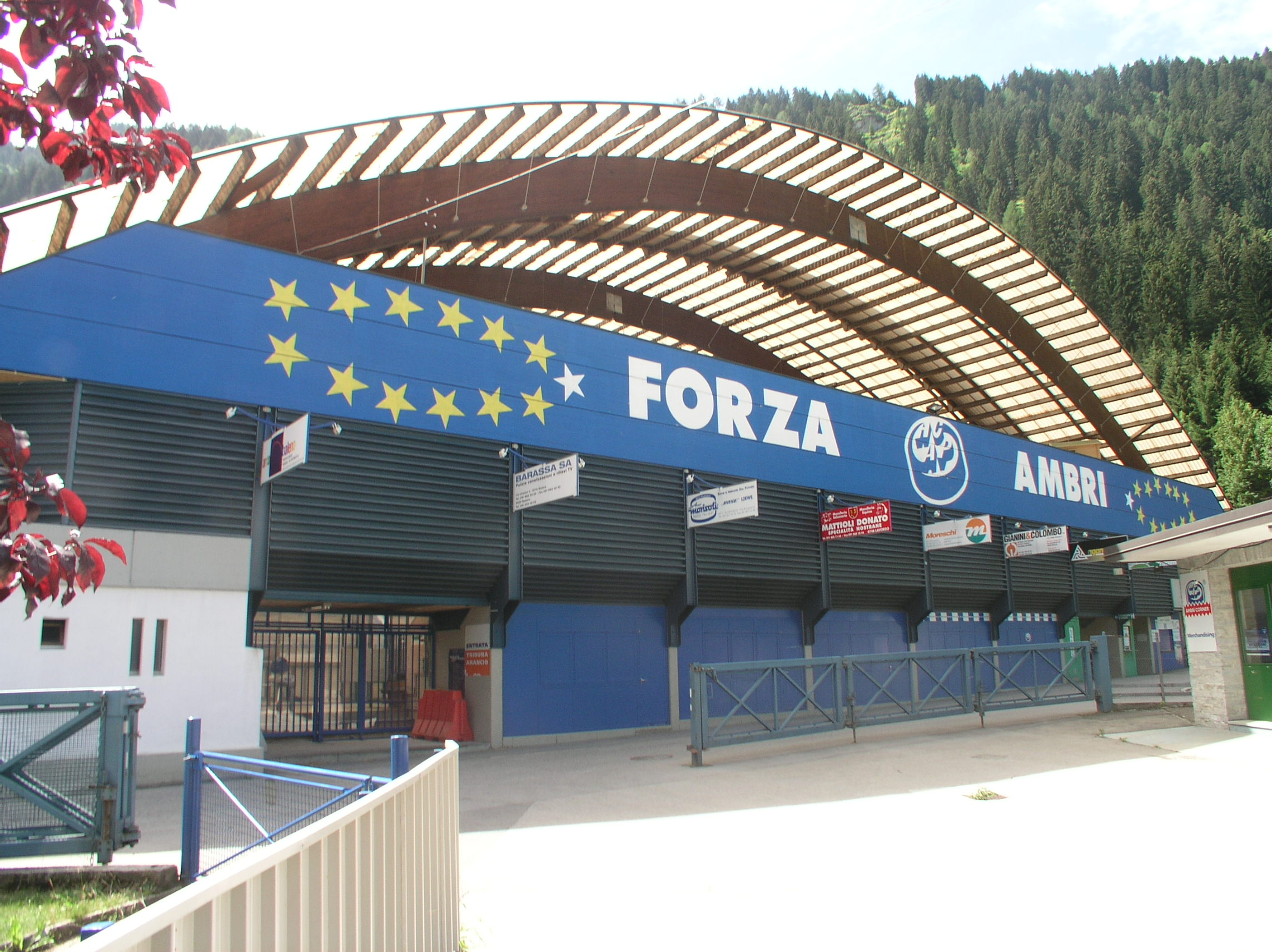
Extérieur de la patinoire

## Sources
- (de) Cet article est partiellement ou en totalité issu de l’article de Wikipédia en allemand intitulé « Pista la Valascia » (voir la liste des auteurs).